# Nam Cực Tiên Ông

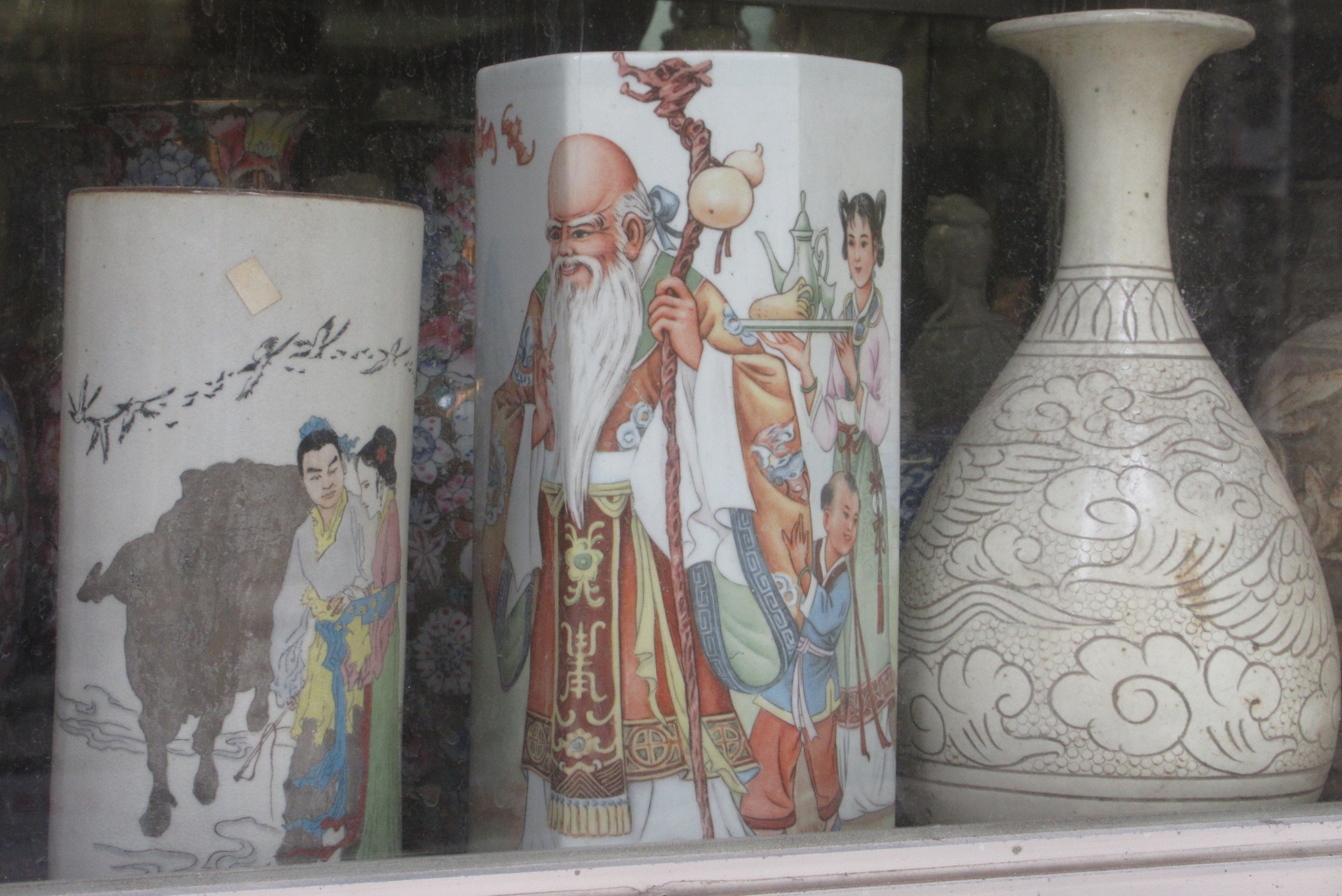
Nam Cực Tiên Ông

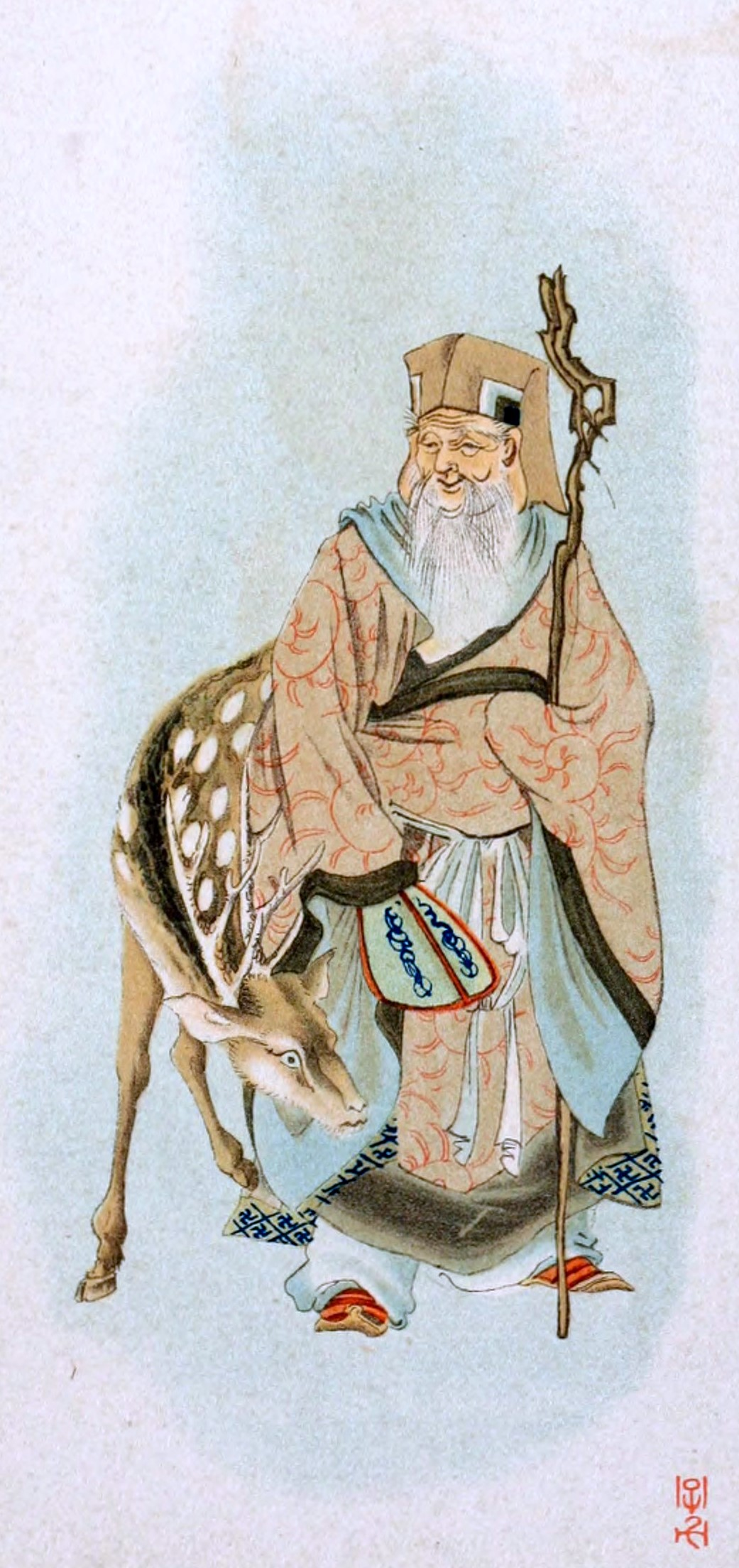
Nam Cực Tiên Ông là một trong Thất Phúc Thần của Nhật Bản có nguồn từ Nam Cực Tiên Ông của Trung Hoa.

Nam Cực Tiên Ông (tiếng Trung: 南极仙翁) hay Nam Cực Lão Nhân (tiếng Trung: 南極老人, 南极老人, tiếng Nhật: 南極老人), Trường Sinh đại đế (長生大帝) là một vị tiên của sao Lão Nhân Tinh theo Đạo giáo. Lão Nhân Tinh là một ngôi sao thuộc chòm sao Thuyền Để. Nam Cực Tiên Ông là vị tiên tượng trưng sự hạnh phúc và trường thọ.

## Miêu tả
Người Trung Hoa miêu tả Nam Cực Tiên Ông là một ông lão với râu trắng dài xuất hiện cùng với con nai của ông. Hình ảnh này liên quan đến câu chuyện vào thời nhà Tống khi hoàng đế mời một lão ông từ đường phố vào cung và sau đó xem ông ta như biểu tượng của sự trường thọ. Lão Nhân Tinh là một ngôi sao khó nhìn thấy ở phía bắc Trung Quốc và nó có màu đỏ nằm gần chân trời phương nam. Bởi vì màu đỏ tượng trưng cho sự hạnh phúc và trường thọ trong văn hóa Trung Hoa nên nó còn được gọi là Thọ Tinh (tiếng Trung: 寿星) hoặc Thọ Lão Nhân (tiếng Trung: 寿老人). Trong văn hóa Nhật Bản, Nam Cực Tiên Ông là một trong bảy vị thần phúc (tiếng Nhật: 七福神).